# Kbal Spean

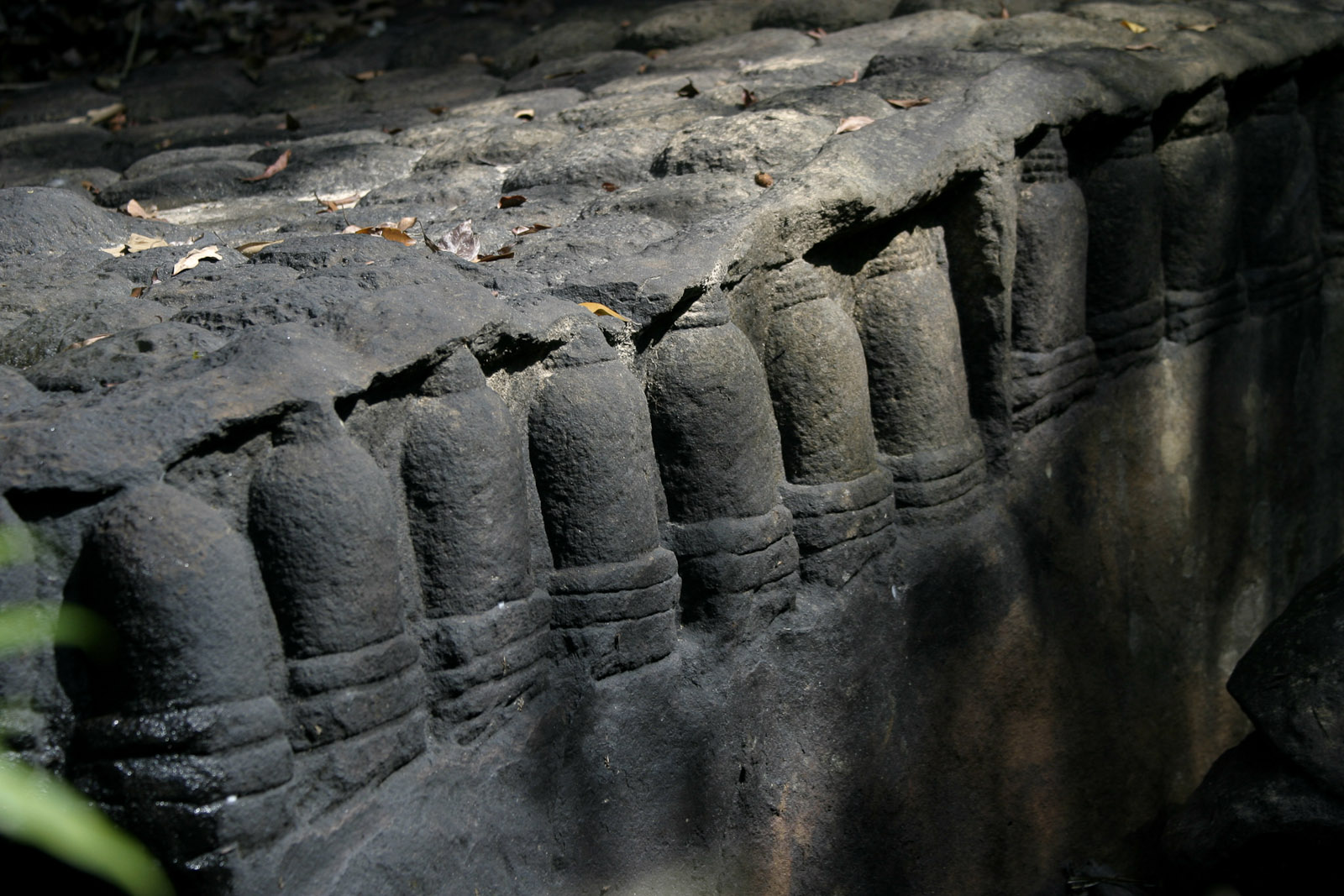
Reliefdarstellung und Lingas auf einem Felsen im Fluss

Kbal Spean, auch bekannt als „Fluss der tausend Lingas“,  ist eine archäologische Stätte in Angkor. Sie besteht aus Felsreliefs und Lingas im Bach Stung Kbal Spean, einem Zufluss des Siem Reap, und liegt unweit Banteay Srei im Nationalpark Phnom Kulen in der kambodschanischen Provinz Siem Reap. Die Bearbeitung und Ausschmückung der Felsen begann in der Mitte des 11. Jahrhunderts unter der Herrschaft des Khmer-Königs Udayadityavarman II. Kbal Spean steht als Teil der Stätten in Phnom Kulen auf der Tentativliste für das Welterbe in Kambodscha.

## Geschichte

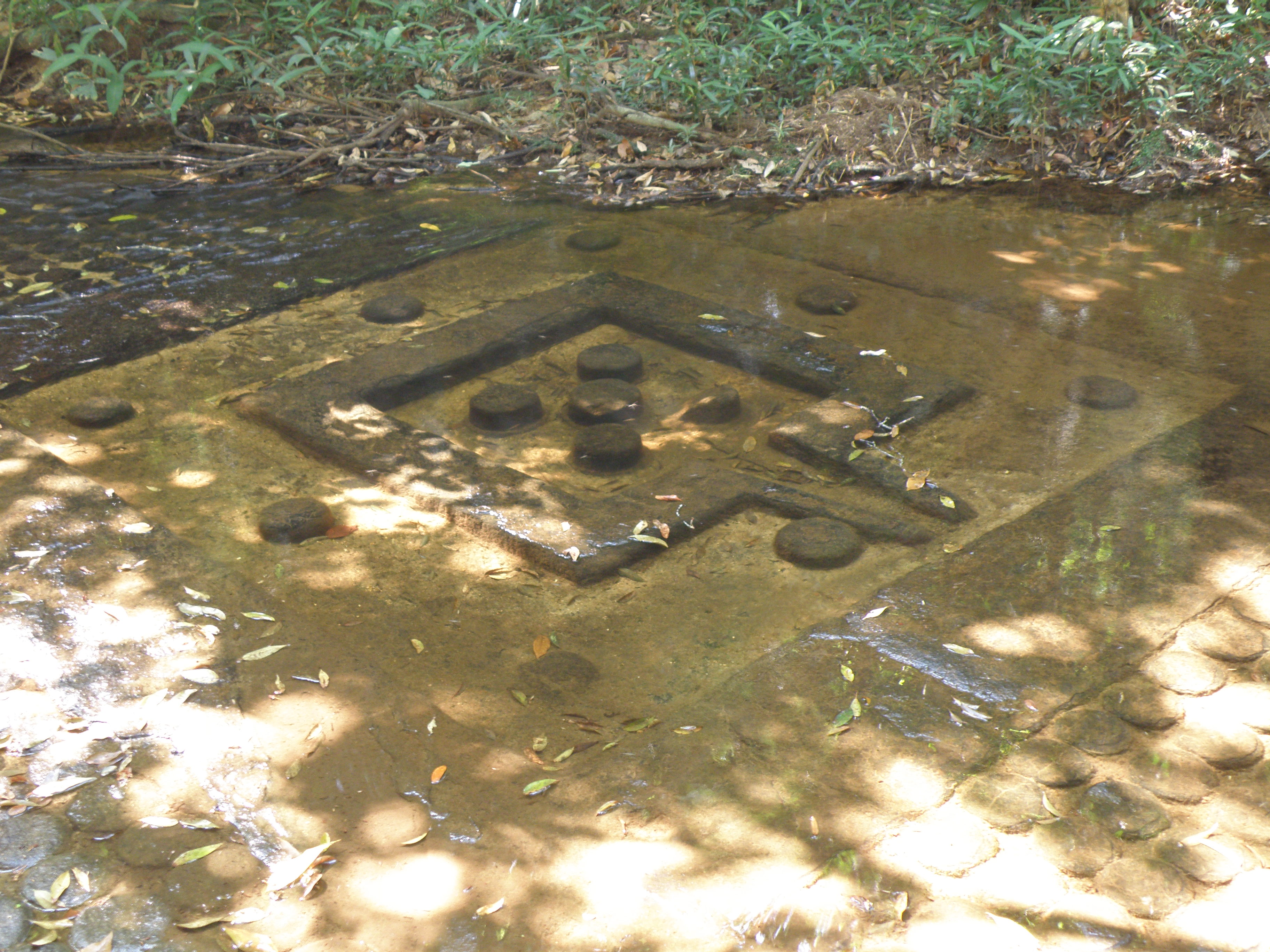
Mehrere Lingas in Form einer Quincunx zu einem Mandala angeordnet

Während der Herrschaft von Udayadityavarman II. lebten am Stung Kbal Spean Einsiedler, die dort in die Felsen im Bachlauf auf einer Länge von 150 m Reliefs mit göttlichen Figuren und Symbolen schlugen und animistische Rituale zur Verehrung des Wassers praktizierten. Diese Datierung lässt sich aus Inschriften ableiten, wobei eine auf einen Minister unter Suryavarman I. verweist, den Vorgänger von Udayadityavarman II. Im Jahr 1059 kam der Herrscher nach Kbal Spean, um hier ein bedeutendes Linga zu konsekrieren. Die Stätte geriet im Verlauf der Geschichte in Vergessenheit und wurde erst 1968 durch Jean Boulbet wiederentdeckt. Im Jahr 1992 wurde Kbal Spean als Bestandteil der Stätten in Phnom Kulen auf die Tentativliste für Kambodscha gesetzt. Erst in den späten 1990er Jahren, nach Räumung der Landminen aus dem Kambodschanischen Bürgerkrieg, wurde Kbal Spean wieder gefahrlos zugänglich. Im April 2003 wurde ein großes Relief, das Vishnu darstellte, wahrscheinlich Opfer einer Raubgrabung.

## Gestaltung

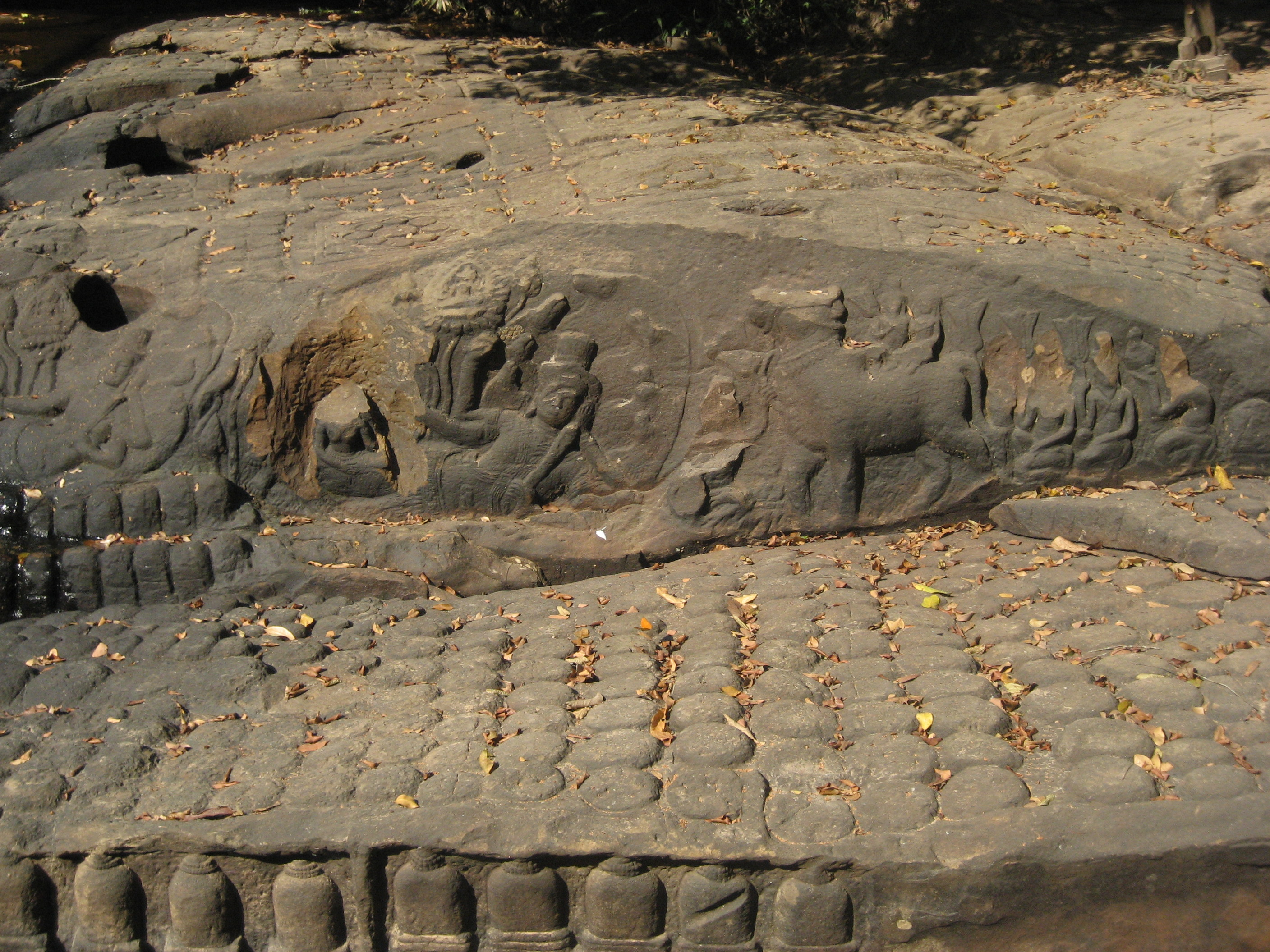
In der Mitte des Felsreliefs der liegende Vishnu, rechts davon Shiva und Gefährtin auf Nandi

Die Felsreliefs sind im Baphuon-Stil gestaltet. Ein besonders hervorstechendes Relief stellt den auf der Schlange Ananta, der mächtigsten Naga, liegenden Vishnu dar, während ihm seine Gemahlin Lakshmi die Beine massiert. Auf Ananta bewegt sich die Gottheit über den Milchozean. Aus dem Nabel Vishnus entspringt eine Lotosblume, auf der Brahma sitzt. Auf der gleichen Steinplatte ist auch Shiva samt Gefährtin auf Nandi reitend zu sehen.
An einer Stelle ohne Hangneigung, wo der Bach sehr langsam fließt, ist ein größeres Feld mit Lingas. Im Zentrum befindet sich eine Gruppe von fünf Lingas, die in Form einer Quincunx angeordnet sind. Wie auch die Tempeltürme des inneren Angkor Wat symbolisieren sie den Berg Meru.
Weitere 40–50 Meter bachabwärts liegt unmittelbar vor einem Wasserfall eine kleine Felsinsel in der Mitte des Stung Kbal Spean. Dort sind gleichfalls mehrere Reliefs zu finden, von denen eines Shiva und Parvati auf Nandi reitend zeigt. Am östlichen Ufer des Bachs ist eine größere Reliefgruppe, deren zentrales Element, die in Angkor selten anzutreffende Darstellung Shivas als Asket, zerstört oder geraubt wurde. Darüber ist ein Krokodil abgebildet, dessen Bedeutung nicht geklärt ist.